# Carolus Carlsson
Carl (latiniserat Carolus) Carlsson, född 24 november 1642 i Kalmar, död 14 april 1708, var biskop i Västerås stift 1680–1708. 

## Biografi
Carolus Carlsson blev student vid Uppsala universitet 1659 och filosofie magister 1664. Därefter besökte han flera tyska universitet och 1667 avlade han licentiatexamen i Jena. I Jena försvarade han en teologisk avhandling. 1668 medföljde han såsom handledare åt en ung svensk adelsman i Tyskland, Österrike, Italien, Frankrike, England och Holland. Han återkom till hemlandet 1671. Eftersom hans önskan att få anställning som universitetslärare inte kunde uppfyllas blev han präst. Efter hemkomsten blev han 1672 ordinarie hovpredikant och befordrades snabbt. 1674 blev han kyrkoherde i Maria Magdalena församling i Stockholm. År 1678 blev han pastor primarius i Storkyrkoförsamlingen och 1680 biskop i Västerås.
Carlsson, som oriktigt påståtts vara son av Karl X Gustav , stod länge i stor ynnest hos Karl XI. Hans egenmäktighet och ett rykte att han vid pastoratets tillsättande gärna hade sådana män i åtanke, som tagit sig hustrur bland hans tjänarinnor, gav anledning till en visa. Den samtida visan om "biskop Karin, domprost Lisa och gubben själv", sände honom emellertid ett skarpt brev från konungen, som "förmanade honom nådeligen att rätta conduite", fastän Carlsson hade fått ett intyg av domkapitlet om ryktets osanning. Visan har tolkats som ett missnöje över systrarna Bröms', Catharina Bröms och Elisabeth Bröms, inblandning i stiftets befordringsangelägenheter under hennes andre makes sista år. Carlsson var medlem av den kommission, som 1675 av ständerna tillsattes för att granska förmyndarstyrelsens förvaltning. Han bevistade riksdagarna 1678, 1680, 1682, 1686, 1693 och 1697 samt var 1678 prästeståndets fullmäktig i riksens ständers bank. Carlsson hade deltagit i utarbetandet av 1686 års kyrkolag. År 1678 erhöll han adliga privilegier, och hans barn adlades 1684 med namnet Cederström. Vid Uppsala mötes jubelfest 1693 blev han teologie doktor. 

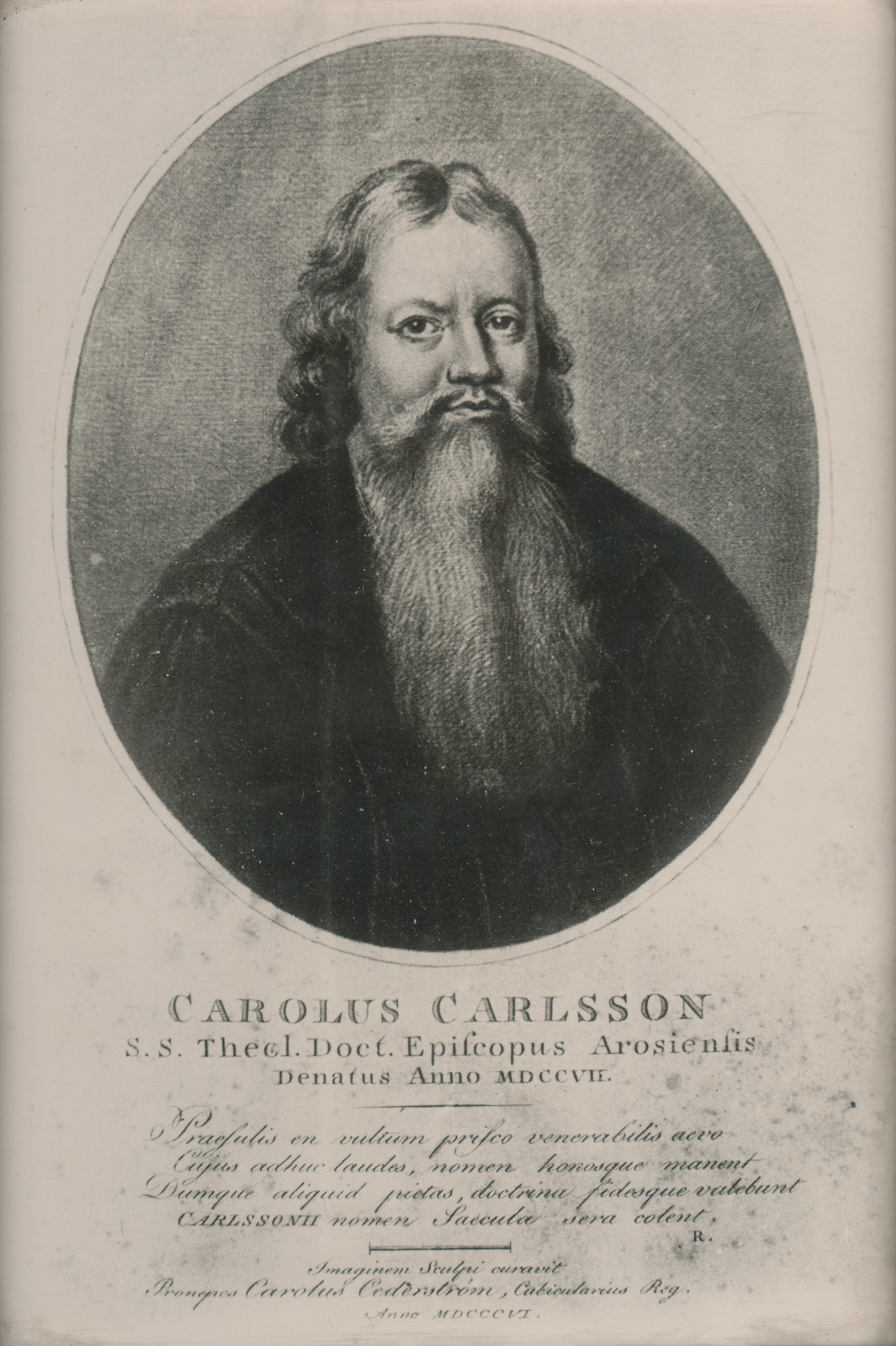
Porträtt av Carolus Carlsson.

Han var gift två gånger, år 1675 gifte han sig med Margareta Swebilia (Adlerberg), född 1659 (med henne hade han sex barn som alla kom att kalla sig Cederström). Hans äldsta dotter i det första äktenskapet, Elisabet Carlsdotter, adlad Cederström (1677-1759), var i sitt andra äktenskap gift med livmedikusen och landshövdingen Urban Hjärne i hans tredje gifte. Sonen Samuel Cederström (1685-1710) från första äktenskapet gifte sig 1709 med sin systers styvdotter Johanna Christina Hjärne (1686-1757) i hennes första gifte, hon var dotter till Urban Hjärne och Catharina Elisabet Bergenhielm.  
År 1688 gifte han om sig med Catharina Bröms, född 1664, med vilken han fick tre barn, även de adlades under namnet Cederström. Hans hustru i andra giftet, Catharina Bröms, hade blivit änka 1686, hon var dotter till arkiatern Sven Bröms (1612-1693), som var teolog och läkare. Bröms var livläkare åt drottning Kristina, professor i medicin och rektor vid Uppsala universitet samt grundare av Ockelboverken. Deras ende son, Sven Cederström (1691-1767), gifte sig 1718 med den då endast 15-åriga fröken Charlotta Blixenstierna, dotter till statssekreteraren Tomas Andersén, som var av en förmögen borgaresläkt och som vid adlandet antagit namnet Blixenstierna. De bosatte sig på Jälla utanför Uppsala, som sedermera blev familjens huvudgård. 
Carolus Carlsson var en praktiskt duglig och nitisk kyrklig ämbetsman. Han anlitades i stor utsträckning vid statens kyrkoorganisatoriska arbete. Han stod länge i gunst hos Karl XI, men hans egenmäktiga handläggning av befordringsmål orsakade till sist kungens djupa onåd och till slut även hot om avsättning.